# 파르비즈 나시보우
파르비즈 파샤오흘리 나시보우(우크라이나어: Парві́з Паша-огли Насі́бов, 아제르바이잔어: Pərviz Paşa oğlu Nəsibov 패르비스 파샤 오글루 내시보프, 1991년 1월 24일~)는 우크라이나의 레슬링 선수로 2020년 하계 올림픽 그레코로만형 남자 라이트급에서 은메달을 획득했다.